# Brühl (Baden)
Brühl este o comună din landul Baden-Württemberg, Germania. Se află la o altitudine de 102 m deasupra nivelului mării. Are o suprafață de 10,19 km². Populația este de 14.238 locuitori, determinată în 31 decembrie 2023, prin actualizare statistică[*].

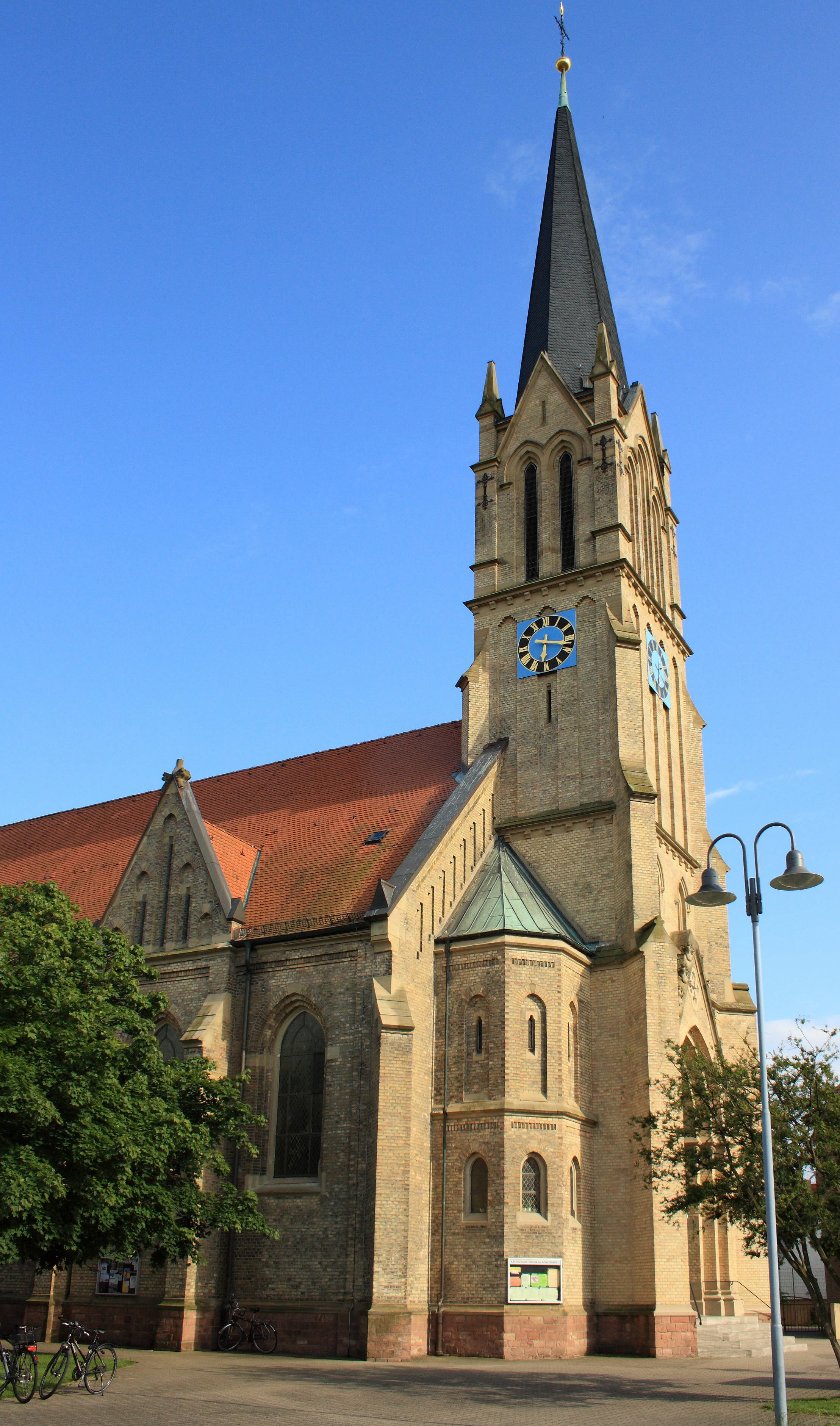
Biserica catolică „Îngerul Păzitor”
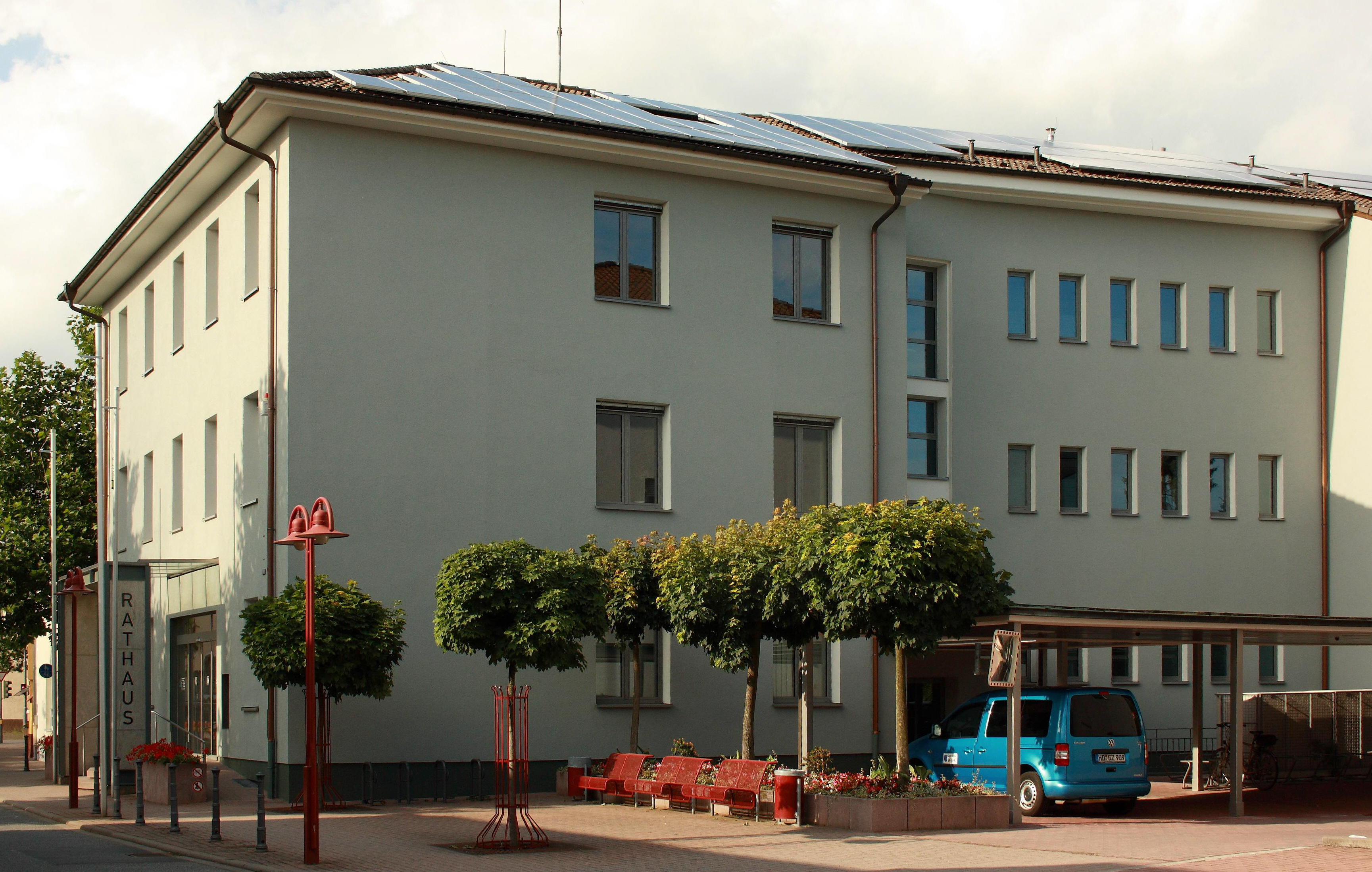
Primăria
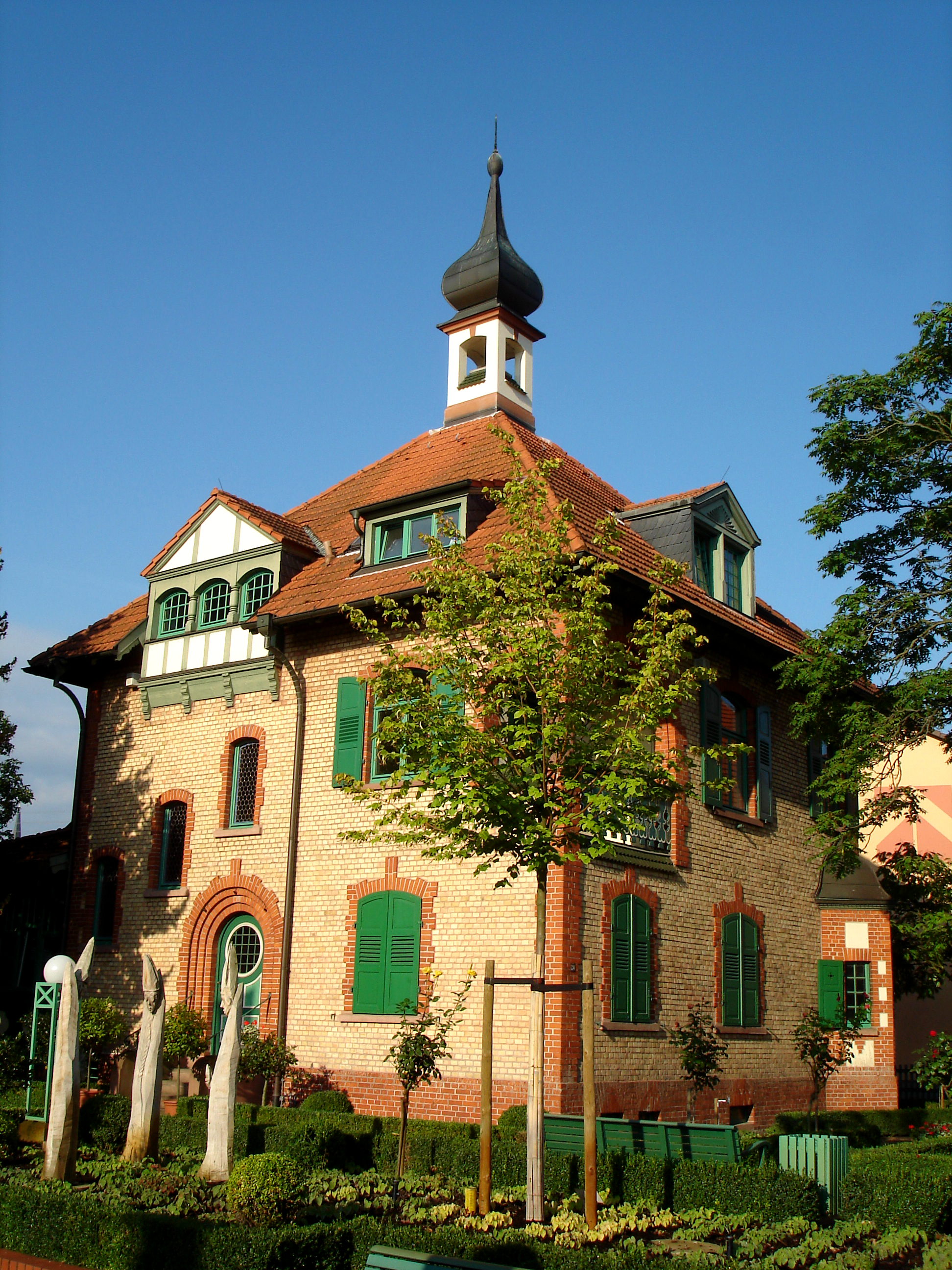
Centrul cultural

## Personalități marcante
- Steffi Graf